# Cora Irsen

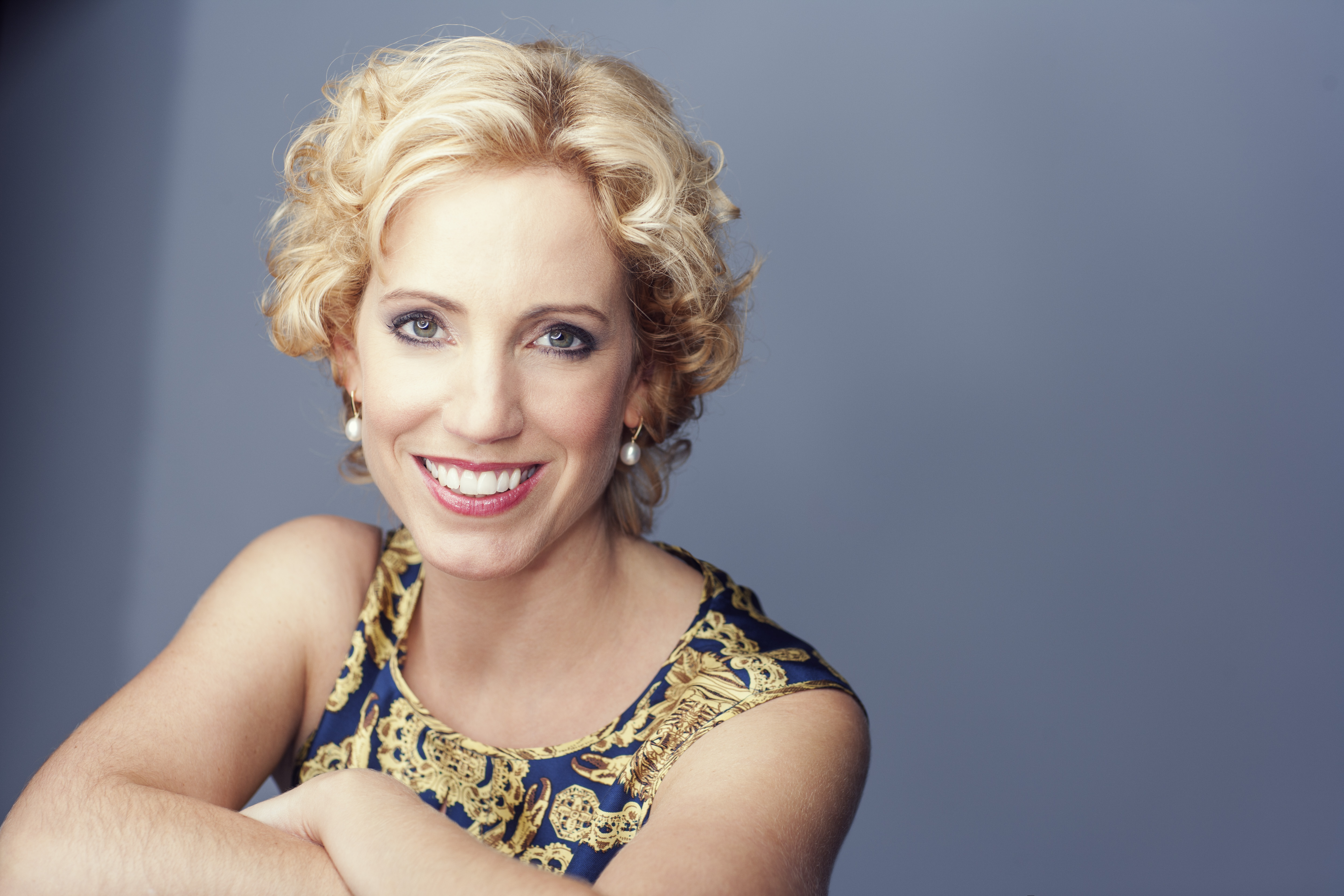
Cora Irsen (2012)

Cora Irsen (* 21. November 1974 in Troisdorf) ist eine deutsche Pianistin, Moderatorin, Veranstalterin und ECHO KLASSIK Preisträgerin. Sie lebt mit ihrem Ehemann Jörg Brückner und ihrer Tochter in Weimar. 

## Leben und Wirken
Cora Irsen entstammt einer rheinischen Musikerfamilie und begann ihr Klavierspiel mit 4 Jahren. Nach erstem Klavierunterricht bei ihrem Großvater, dem Komponisten Heinz Irsen, ging sie mit 15 Jahren als Jungstudentin an die Musikhochschule Köln in die Klasse von Pavel Gililov. 1993 studierte sie für 3 Jahre am Mozarteum in Salzburg bei Karl-Heinz Kämmerling, anschließend beendete sie ihre Solistenausbildung mit dem Konzertexamen (mit Auszeichnung) an der Hochschule für Musik Franz Liszt Weimar bei Rolf-Dieter Arens. Sie war Stipendiatin der Studienstiftung des Deutschen Volkes und der Thüringer Graduiertenförderung. 2000 war Cora Irsen Preisträgerin des Internationalen Franz Liszt Wettbewerb in Weimar. Von 2001 bis 2017 hatte sie einen Lehrauftrag an der Hochschule für Musik „Franz Liszt“ Weimar. Seit 2017 ist sie feste Mitarbeiterin der Hochschule für Musik „Franz Liszt“ in Weimar. Cora Irsen konzertiert als Solistin und Kammermusikpartnerin in Europa und Asien.

## Konzerte in „Wort & Musik“
Cora Irsen erzählt in ihren Konzerten mit eigenen Texten über das Leben und Wirken bekannter Persönlichkeiten wie Franz Liszt, Richard Wagner, Robert und Clara Schumann, Johannes Brahms, Alice Herz-Sommer und Marie Jaëll. Seit 2011 ist sie Veranstalterin einer eigenen Konzertreihe an historischen Orten in Weimar. 
2016 verfasste Cora Irsen eine Biografie über die Komponistin und Pianistin Marie Jaëll (1846–1925), „Die Charmante Unbekannte“ erschienen im Weimar Verlag.
2017 hat Cora Irsen als weltweit erste Einspielung das gesamte Klavierwerk von Marie Jaëll (1846–1925) auf fünf CDs eingespielt. Für diese Einspielung ist sie 2017 mit dem ECHO KLASSIK ausgezeichnet worden.

## Diskographie
- 2004: J. Brahms, Sonatas (mit Peter Hörr, Violoncello)
- 2006: Armin Bachmann, Cora Irsen Liebestraum Obrasso
- 2009: Franz Liszt und sein Bechsteinflügel zu Weimar[6]
- 2010: Irsen spielt Liszt - Görner spricht Goethe (mit Lutz Görner)
- 2011: Cora Irsen spielt Franz Liszt
- 2012: Franz Liszt in Weimar
- 2013: Eine mystische Klangwelt - Richard Wagner
- 2014: Frédéric Chopin - Etüden op. 10 & op. 25
- 2015: Marie Jaëll - complete works for piano Vol. 1 (Querstand)
- 2015: Marie Jaëll - complete works for piano Vol. 2 (Querstand)
- 2016: Marie Jaëll - complete works for piano Vol. 3 (Querstand)
- 2017: Marie Jaëll - complete works for piano Vol. 4 (Querstand)